# Aulacoscelidinae
Aulacoscelidinae là một phân bọ bọ cánh cứng trong họ Orsodacnidae, trước đây nó được xếp là phân họ của Chrysomelidae, hoặc đôi khi xếp thành một họ riêng Aulacoscelidae. Có 19 loài trong phân họ này phân bố chủ yếu ở vùng Neotropical, và môi trường sống của ấu trùng là không rõ.